# Rensselaer County
Rensselaer County är ett administrativt område i delstaten New York, USA, med 159 429 invånare. Den administrativa huvudorten (county seat) är Troy.

## Geografi
Enligt United States Census Bureau har countyt en total area på 1 723 km². 1 693 km² av den arean är land och 30 km² är vatten.

### Angränsande countyn
- Washington County, New York - nord
- Bennington County, Vermont - nordost
- Berkshire County, Massachusetts - sydost
- Columbia County, New York - syd
- Greene County, New York - sydväst
- Albany County, New York - väst
- Saratoga County, New York - nordväst